# Miguel Hidalgo y Costilla, Las Choapas
Miguel Hidalgo y Costilla är en ort i Mexiko.   Den ligger i kommunen Las Choapas och delstaten Veracruz, i den sydöstra delen av landet, 600 km öster om huvudstaden Mexico City. Miguel Hidalgo y Costilla ligger 28 meter över havet och antalet invånare är 104.
Terrängen runt Miguel Hidalgo y Costilla är platt åt nordväst, men åt sydost är den kuperad. Runt Miguel Hidalgo y Costilla är det ganska glesbefolkat, med 29 invånare per kvadratkilometer. Närmaste större samhälle är Río Playas, 3,3 km norr om Miguel Hidalgo y Costilla. Omgivningarna runt Miguel Hidalgo y Costilla är en mosaik av jordbruksmark och naturlig växtlighet.